# Mihai Boțilă
Mihai Boțilă (n. 14 ianuarie 1952, Grozești, România) este un luptător⁠(d) român. A concurat în proba masculină de lupte greco-romane 57 kg (categoria cocoș) la Jocurile Olimpice de vară din 1976 și la Jocurile Olimpice de vară din 1980, unde a obținut locul 5 (1976) și locul 4 (1980).
A participat, în cadrul categoriei 57 kg, la patru Campionate Europene⁠(d) și s-a clasat astfel: locul 2 (1976⁠(d), 1978⁠(d)), locul 4 (1979) și locul 9 (1980⁠(d)), precum și la Campionatele Mondiale din 1978⁠(d), unde a încheiat pe locul 4.

## Distincții
- Medalia „Meritul Sportiv” clasa I (18 august 1976) „pentru rezultatele deosebite obținute la Jocurile olimpice de vară de la Montreal – 1976, precum și pentru contribuția adusă la dezvoltarea activității sportive și la creșterea prestigiului sportului românesc pe plan internațional”[3]